# Fort 41 „Bronowice Małe”

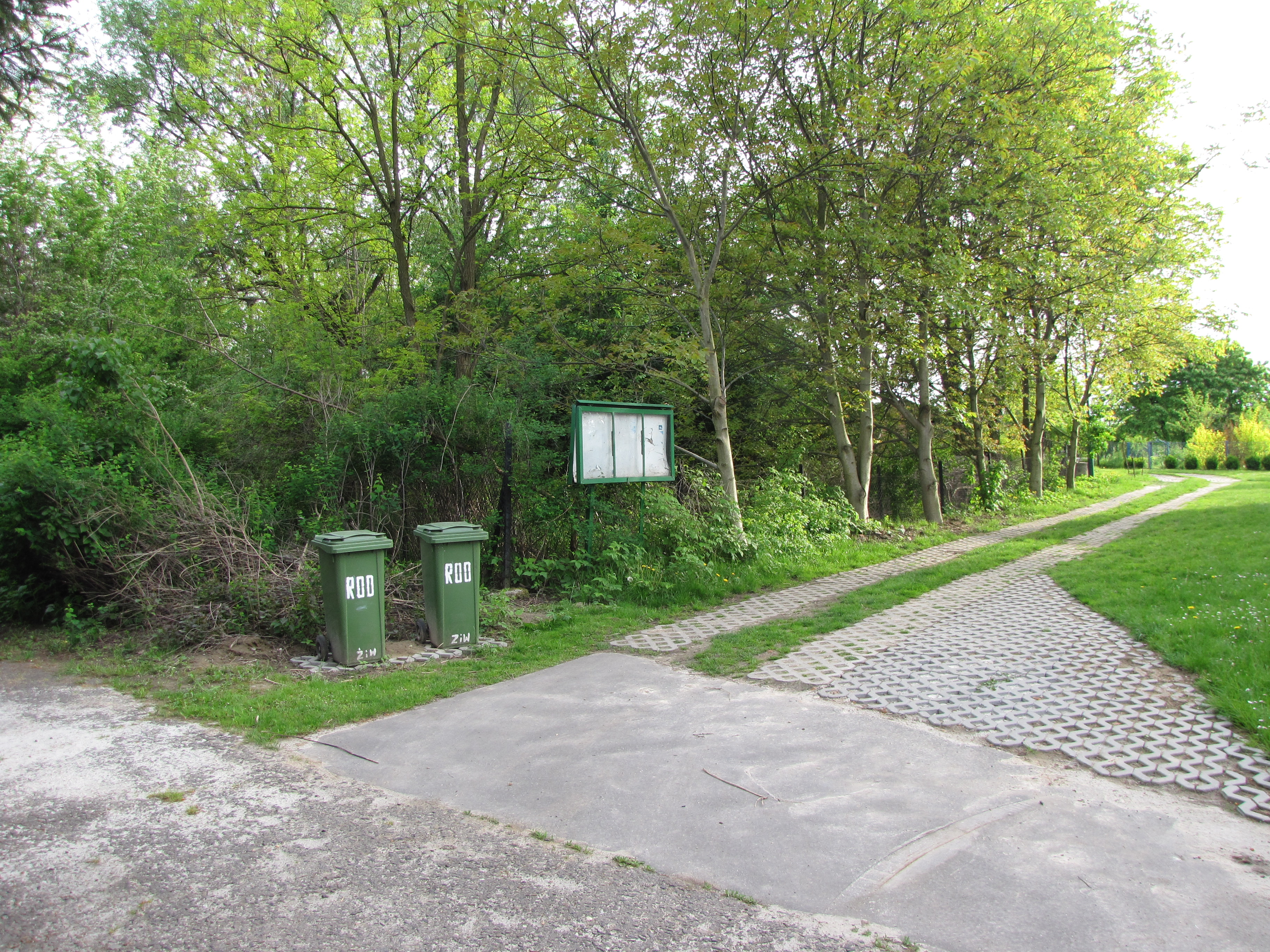
Teren wokół Fortu 41a Bronowice Małe

Fort 41 Bronowice (szaniec piechoty) – fort Twierdzy Kraków, położony przy ul. Majora Łupaszki w Krakowie. Powstał w latach 1884–1885 jako fort półstały, ziemno-drewniany. Zmodernizowany około 1910 roku. Posiadał prostokątny ciąg fosy i wału, dwie wysunięte w narożach czoła wieloboczne, kaponiery ziemne, stanowiące gniazda karabinów maszynowych i obwodowy wał ziemny.
Drewniane wyposażenie fortu z czasem uległo zniszczeniu. Z fortu zachowały się wały ziemne, częściowo zniszczone po 1945 roku. Przez wiele lat obiekt nie był użytkowany, a od lat 50. XX wieku jest zajmowany przez wojsko.